# Segen-Gottes-Schacht (Freital)
Der Segen-Gottes-Schacht war eine Steinkohlengrube der Freiherrlich von Burgker Steinkohlen- und Eisenhüttenwerke. Der Schacht lag im zentralen Teil der Steinkohlenlagerstätte des Döhlener Beckens auf Kleinnaundorfer Flur. Der Schacht war (zusammen mit dem benachbarten Neuhoffnungsschacht) Ort der größten Schlagwetterexplosion im sächsischen Steinkohlenbergbau. Das Röschenmundloch in Niederhäslich steht als Teil der Sachgesamtheit Bergbaumonumente in Freital als Kulturdenkmal unter staatlichem Schutz.

## Geschichte

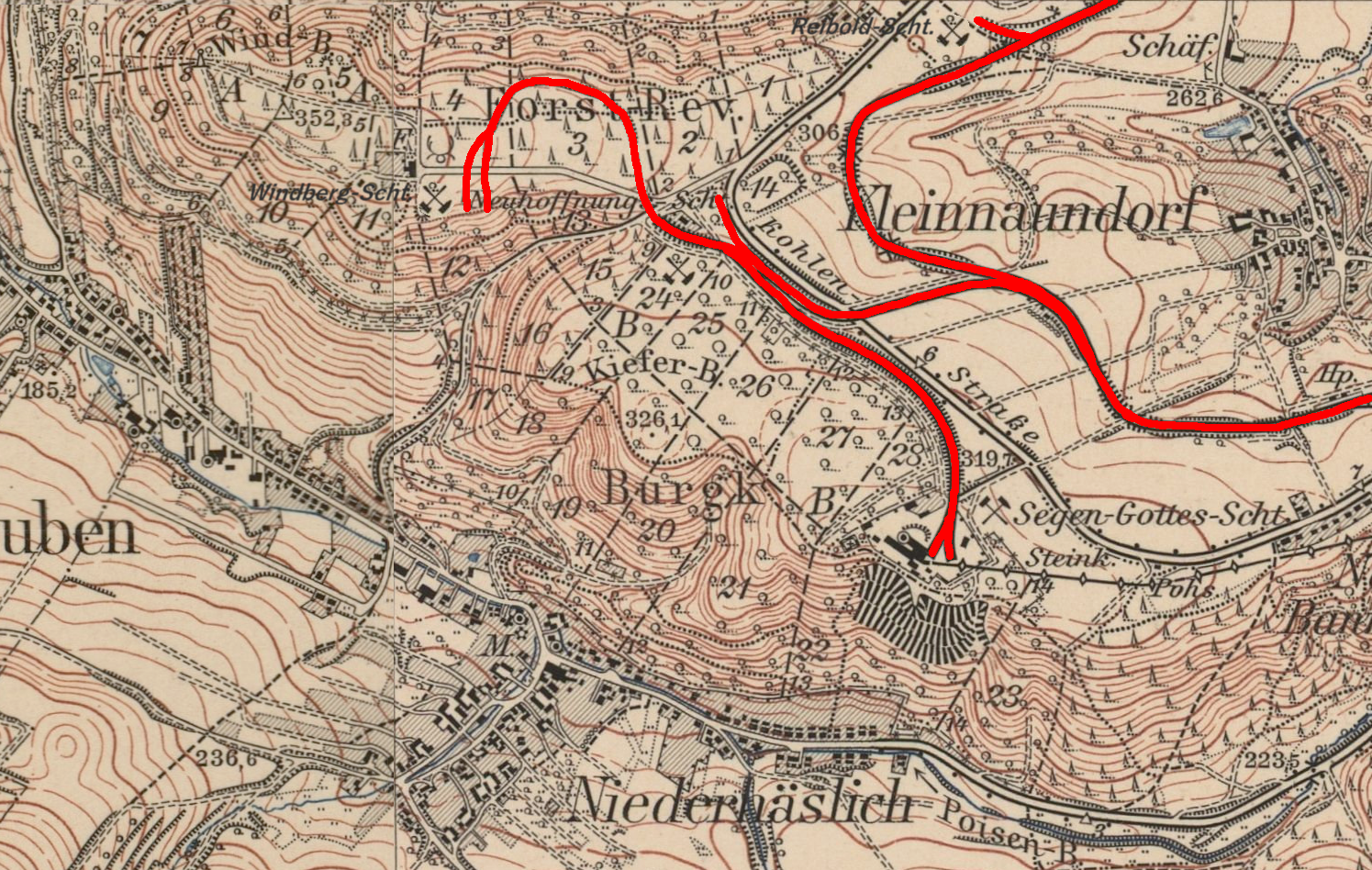
Karte der Schachtanlagen (Meßtischblatt, 1912)

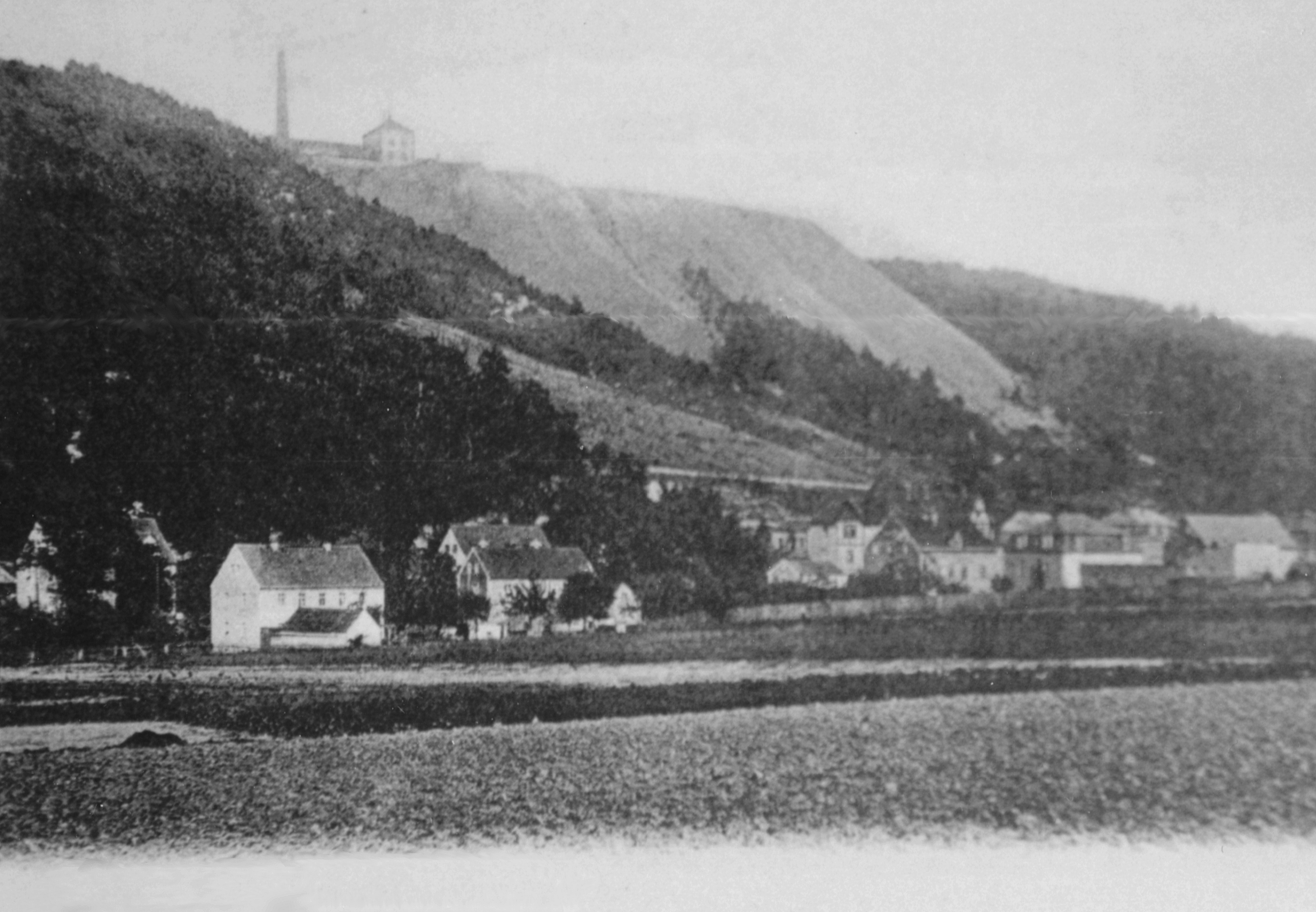
Segen-Gottes-Schacht mit Halde oberhalb von Niederhäslich (nach 1890)

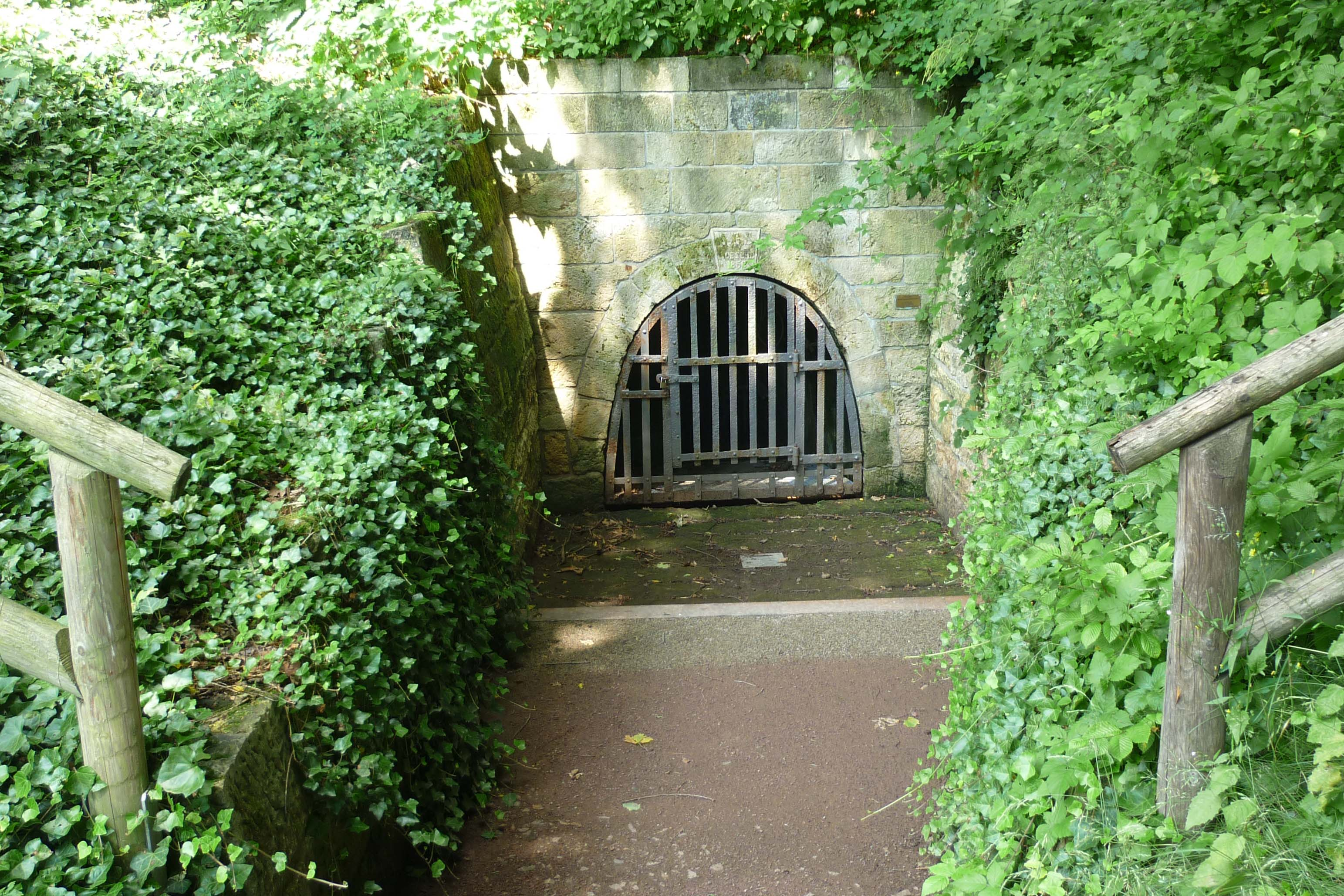
Rösche im Poisental

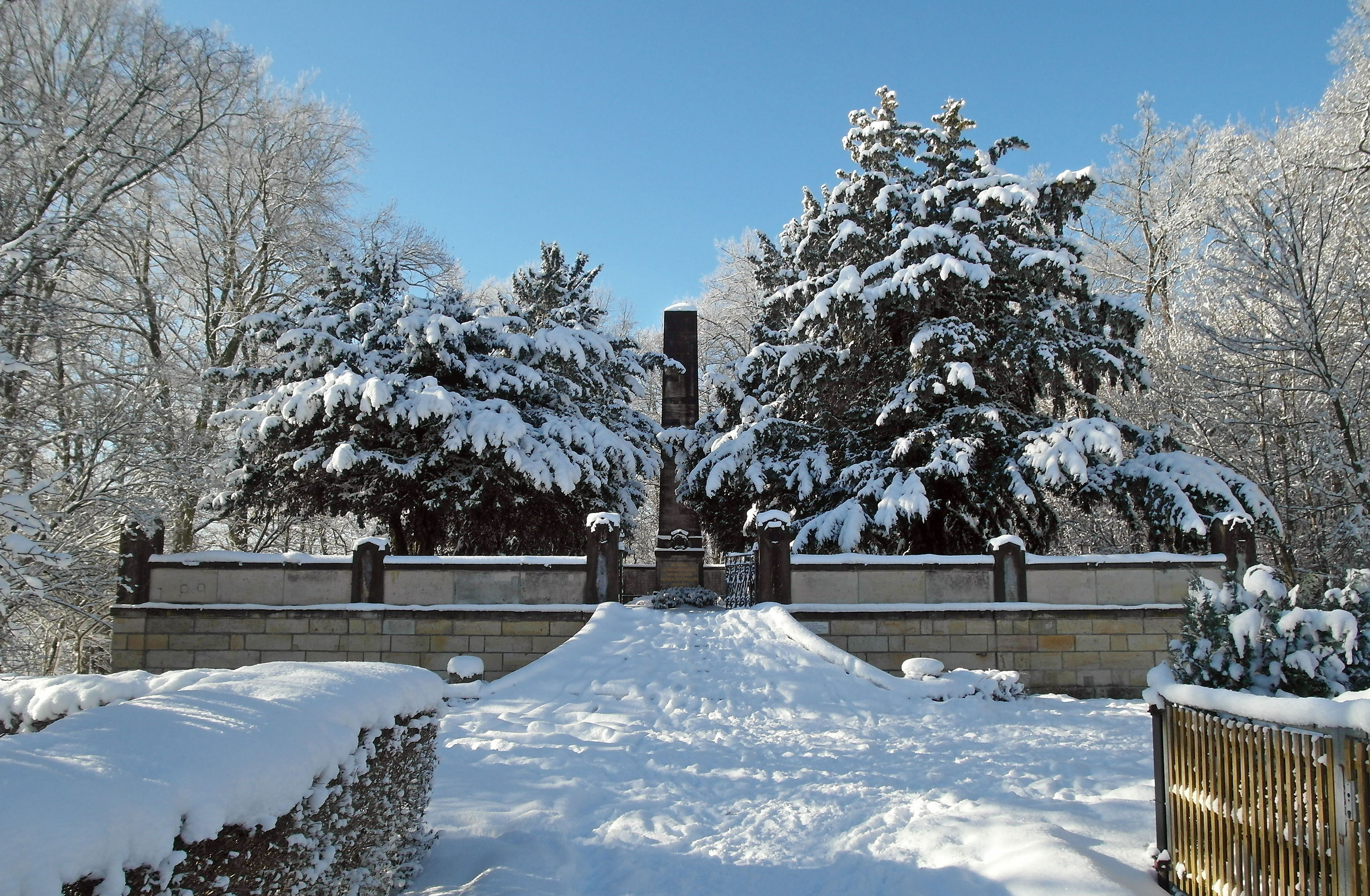
Gedenkstätte „Bergmannsgrab“ Freital-Kleinnaundorf

Die Freiherrlich von Burgker Steinkohlen- und Eisenhüttenwerke begannen am 2. Oktober 1856 mit dem Teufen des Schachtes. Der bei 336,31 m NN angesetzte Schacht erreichte am 10. März 1862 eine Teufe von 489,94 Metern. Das angetroffene Flöz hatte eine Mächtigkeit von 4,80 Meter. In einem Querschlag wurde das 2. Flöz in einem saigeren Abstand zum 1. Flöz von 8 Meter und das 3. Flöz in einem saigeren Abstand zum 2. Flöz von 10 Meter angetroffen.
Zwischen 1856 und 1858 wurde vom Poisental bei Niederhäslich aus eine 317 Meter lange Rösche aufgefahren. Sie erreicht den Schacht in einer Teufe von 126 Metern. Sie diente der Zuführung von Betriebswasser.
Im Jahr 1866 wurde eine Gaserzeugungsanlage für den Eigenbedarf erbaut. Am 13. Juli 1868 wurde der Anschluss des Schachtes an die Hänichener Kohlenzweigbahn, die den Abtransport der Kohlen erheblich erleichterte, in Betrieb genommen. 1869 wurden zwölf Bienenkorböfen zur Koksproduktion aufgestellt

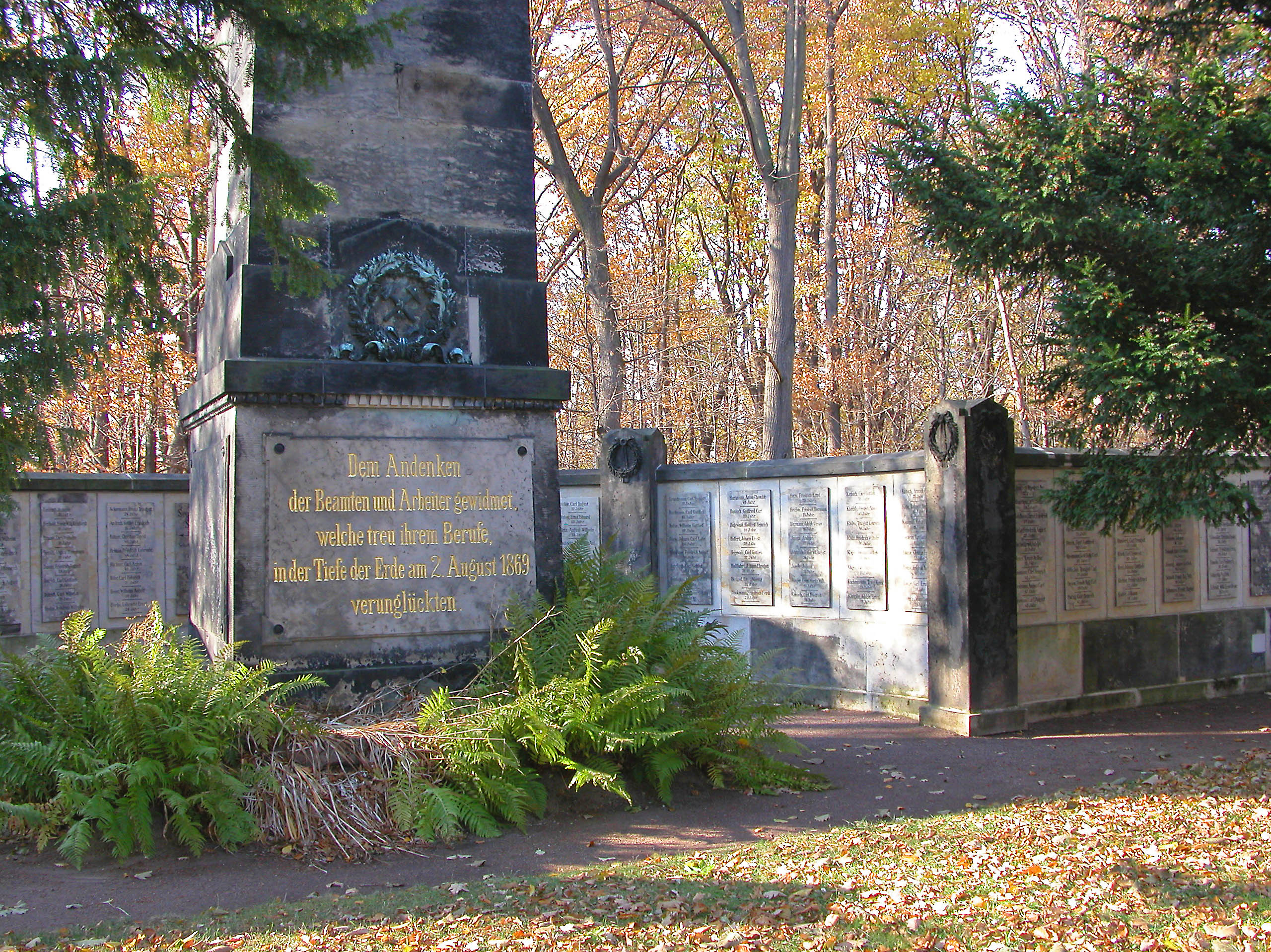
Gedenkstätte „Bergmannsgrab“ am ehem. Segen-Gottes-Schacht Freital-Kleinnaundorf

Am 2. August 1869 ereignete sich im Grubenfeld eine Schlagwetterexplosion, der nahezu alle Bergleute der Frühschicht zum Opfer fielen. Die insgesamt 276 Toten wurden auf dem Döhlener Friedhof und auf einem eigens eingerichteten Begräbnisplatz am Segen-Gottes-Schacht beigesetzt. Ein 1870 an diesem Ort eingeweihtes Denkmal erinnert an die Katastrophe. 
Im April 1872 wurde für die Belegschaft die Seilfahrt eingeführt. Zu diesem Zweck wurde der Schacht mit einer Bobine ausgerüstet. Die Förderseile lieferte die Firma Felten & Guilleaume. Am 8. November 1872 wurde vom Glückauf-Schacht aus der seit der Schlagwetterkatastrophe abgedämmte Bereich des Grubenfeldes des Segen-Gottes-Schachtes angefahren. 1874 wurde eine mechanische Kohlenwäsche durch die Maschinenbau A.G. Humboldt errichtet. Für den Betrieb der Wäsche sorgte eine Dampfmaschine mit einer Leistung von 26 PS. 1875 wurde zwischen dem Schacht und dem Sitz der Verwaltung im Burgker Schloss eine Telegraphenverbindung eingerichtet. Die auf dem Schachtgelände befindliche Gasanstalt erwies sich auf die Dauer als zu klein. Aus diesem Grund wurde eine Gasleitung vom Glückauf-Schacht zum Segen-Gottes-Schacht verlegt und speiste hier einen neuerrichteten Gasometer. Am 12. Dezember 1877 wurde die Telegraphenverbindung durch eine Telefonleitung ersetzt und auch eine Telefonverbindung zwischen dem Füllort und dem Maschinenraum installiert.
1879 wurde der untertägige Transport mit 4 Pferden aufgenommen. 1880 fuhr man im Westen die unter Wasser stehenden Baue des Grubenfeldes des ehemaligen Potschappler Aktienvereins an und entwässerte sie.
Im Jahr 1885 wurde im Schachtgelände ein Elektrizitätswerk errichtet. Betrieben wurde es mit einer Dampfmaschine der Philipp Swiderski Maschinenbaufabrik in Leipzig.
1896 stellte man die untertägige Förderung mit Pferden ein und ersetzte sie durch eine mit einer Drucklufthaspel angetriebenen Seilförderung.
Um die Wässer des westlich gelegenen Feldes zu lösen verteufte man das Pumpentrum des Schachtes um 9 Meter und trieb eine 226 Meter lange Sumpfstrecke.
Bei einem im Jahr 1904 an der Feldesgrenze zum Glückauf-Schacht aufgetretenen Grubenbrand setzte man zum ersten Mal zur Bekämpfung erfolgreich einen Schlammversatz, bestehend aus Waschschlämmen und Flugasche ein. 1906 wurde der Schacht an das Elektrizitätswerk des Glückauf-Schachtes angeschlossen. Nach der Inbetriebnahme einer zentralen Kohlewäsche am Glückauf-Schacht im Jahr 1906 wurde zwischen dem Glückauf-Schacht und dem Segen-Gottes-Schacht von der Firma Adolf Bleichert & Co. eine 1260 Meter lange Seilbahn gebaut, mit der man die Klarkohlen zur Aufbereitung zum Glückauf-Schacht beförderte. Zwischen den beiden Endstationen der Seilbahn wurde eine Telefonverbindung eingerichtet. Die Wäsche am Segen Gottes Schacht wurde daraufhin abgebrochen. Zum Versatz der ausgekohlten Strebe nahm man 1909 eine Spülversatzanlage in Betrieb.
Am 30. März 1916 wurde nach Erschöpfung der Vorräte der Förderbetrieb eingestellt. Die Gesamtfördermenge über die Betriebszeit betrug 4.199.093 Tonnen. Die am Schacht im Niveau der Rösche zur Förderung von Brauchwasser installierte Pumpe wurde an das Röschenmundloch versetzt und die Rösche am Schacht abgedämmt. Der Schacht wurde daraufhin mit Spülversatz verfüllt. Alle nicht benötigten Gebäude und Anlagen wurden abgebrochen. 1920 waren die Arbeiten mit dem Abbruch der Seilbahn abgeschlossen. Das große und das kleine Revierhaus sowie das Kompressorgebäude wurden zu Arbeiterwohnungen ausgebaut. Ein erhaltenes Teilstück von Kesselhaus und Schneidemühle dient heute als Wohnhaus.
Heute wird das Schachtgelände als Wohnplatz „Am Segen“ nachgenutzt.